# Saison 2004-2005 de l'USM Blida
Maillots
Chronologie
Saison précédente Saison suivante
La saison 2004-2005 de l'Union sportive de la médina de Blida est la 20e saison du club en première division du championnat d'Algérie. Le club prend part au championnat d'Algérie et à la Coupe d'Algérie.
Le championnat d'Algérie débute le 20 août 2004, avec la première journée de Division 1, pour se terminer le 16 juin 2005 avec la dernière journée de cette même compétition. L'USMB se classe treizième du championnat.

## Compétitions

### Championnat

#### Rencontres
| Date              | J           | Adversaire            | Lieu                                     | Résultat | Buteurs pour l'USMB                           | Entraîneur   | Références |
| MATCHS ALLER      |             |                       |                                          |          |                                               |              |            |
| 20 août 2004      | 1re journée | CA Bordj Bou Arreridj | Blida - Stade Mustapha Tchaker           | 1-1      | Galoul (47e s.p)                              | Bouarata     | Rapport    |
| 26 août 2004      | 2e journée  | JS Kabylie            | Tizi Ouzou - Stade du 1e Novembre        | 1-0      | -                                             | Bouarrata    | Rapport    |
| 9 septembre 2004  | 3e journée  | USM Annaba            | Blida - Stade Mustapha-Tchaker           | 1-1      | Touil (49e)                                   | Bouarrata    | Rapport    |
| 16 septembre 2004 | 4e journée  | MC Alger              | Alger - Stade Omar Hamadi                | 1-0      | -                                             | Cerbah (adj) | Rapport    |
| 20 septembre 2004 | 5e journée  | CR Belouizdad         | Rouiba                                   | 1-0      | Touil (20e)                                   | Cerbah (adj) | Rapport    |
| 30 septembre 2004 | 6e journée  | ES Sétif              | Setif - Stade du 8-Mai-1945              | 2-1      | Touil (54e)                                   | Cerbah (adj) | Rapport    |
| 14 octobre 2004   | 7e journée  | GC Mascara            | Blida - Stade Mustapha Tchaker           | 2-0      | Touil (76e), Betouaf (83e)                    | Bouarratta   | Rapport    |
| 21 octobre 2004   | 8e journée  | WA Tlemcen            | Tlemcen - Stade des 3 Frères-Zerga       | 0-0      | -                                             | Bouarrata    | Rapport    |
| 28 octobre 2004   | 9e journée  | ASO Chlef             | Blida - Stade olympique Mustapha-Tchaker | 2-2      | Touil (56e), Zouani (62e)                     | Bouarrata    | Rapport    |
| 4 novembre 2004   | 10e journée | MC Oran               | Blida - Stade Tchaker                    | 1-1      | Galoul (82e S.P)                              | Anghulescu   | Rapport    |
| 12 novembre 2004  | 11e journée | NA Hussein Dey        | Rouiba - Stade OPOW                      | 1-1      | Touil (78e)                                   | Cerbah (adj) | Rapport    |
| 25 novembre 2004  | 12e journée | USM Alger             | Blida - Stade olympique Mustapha-Tchaker | 0-2      | -                                             | Anghelescu   | Rapport    |
| 2 décembre 2004   | 13e journée | OM Ruisseau           | Alger - Stade Omar Hamadi                | 0-1      | Galoul (55e s.p)                              | Anghelescu   | Rapport    |
| 9 décembre 2004   | 14e journée | US Chaouia            | Blida - Stade olympique Mustapha-Tchaker | 3-0      | Mehdaoui (34e), Touil (62e), Zouani (63e)     | Anghelescu   | Rapport    |
| 16 décembre 2004  | 15e journée | CS Constantine        | Constantine – Stade Hamlaoui             | 0-1      | Rouane (90e)                                  | Anghelescu   | Rapport    |
| MATCHS RETOUR     |             |                       |                                          |          |                                               |              |            |
| 13 janvier 2005   | 16e journée | CA Bordj Bou Arreridj | BBA - Stade du 20-Août                   | 2-0      | -                                             | Anghelescu   | Rapport    |
| 17 janvier 2005   | 17e journée | JS Kabylie            | Blida - Stade Mustapha-Tchaker           | 2-1      | Zouani (39e), Ghoul (76e s.p)                 | Anghelescu   | Rapport    |
| 31 janvier 2005   | 18e journée | USM Annaba            | Annaba - Stade du 19 mai                 | 2-2      | Mehdaoui (27e), Diss (79e)                    | Anghelescu   | Rapport    |
| 29 avril 2005*    | 19e journée | MC Alger              | Blida - Stade Mustapha Tchaker           | 3-1      | Mehdaoui (19e), Zouani (48e), Zemit (58e)     | Anghelescu   | Rapport    |
| 17 février 2005   | 20e journée | CR Belouizdad         | Alger - Stade du 20-Août-55              | 2-1      | Bougueche (36e)                               | Anghelescu   | Rapport    |
| 24 février 2005   | 21e journée | ES Sétif              | Blida - Stade Mustapha Tchaker           | 3-0      | Galoul (12e), Belouahem (48e), Badache (85e)  | Anghelescu   | Rapport    |
| 10 mars 2005*     | 22e journée | GC Mascara            | Mascara - Stade de l’Unité africaine     | 1-0      | -                                             |              | Rapport    |
| 31 mars 2005      | 23e journée | WA Tlemcen            | Blida - Stade Mustapha-Tchaker           | 2-0      | Tahraoui (59e s.p), Zouani (88e)              | Anghelescu   | Rapport    |
| 14 avril 2005     | 24e journée | ASO Chlef             | Chlef - Stade Boumezrag                  | 1-0      | -                                             | Akli         | Rapport    |
| 18 avril 2005     | 25e journée | MC Oran               | Oran - Stade Bouakeul                    | 0-0      | -                                             | Akli         | Rapport    |
| 16 mai 2005       | 26e journée | NA Hussein Dey        | Blida - Stade Mustapha-Tchaker           | 0-1      | -                                             | Akli         | Rapport    |
| 26 mai 2005       | 27e journée | USM Alger             | Alger - Stade Omar-Hamadi                | 4-1      | Zmit (65e)                                    | Akli         | Rapport    |
| 2 juin 2005       | 28e journée | OM Ruisseau           | Blida - Mustapha-Tchaker                 | 0-0      | -                                             | Akli         | Rapport    |
| 9 juin 2005       | 29e journée | US Chaouia            | Oum El Bouaghi - Stade Zerdani-Hsouna    | 1-3      | Adnane (5e csc), Zemit (51e), Bougueche (66e) | Akli         | Rapport    |
| 13 juin 2005      | 30e journée | CS Constantine        | Blida- Stade olympique Mustapha-Tchaker  | 4-1      | Touil (17e, 87e), Zmit (70e), Mehdaoui (81e)  | Akli         | Rapport    |

#### Classement final
Le classement est établi sur le barème de points suivant : une victoire vaut 3 points, un match nul 1 point et une défaite 0 point.
| Rang | Équipe                | Pts | J  | G  | N  | P  | Bp | Bc | Diff |
| ---- | --------------------- | --- | -- | -- | -- | -- | -- | -- | ---- |
| 1    | USM Alger             | 67  | 30 | 21 | 4  | 5  | 55 | 27 | +28  |
| 2    | JS Kabylie T          | 54  | 30 | 16 | 6  | 8  | 44 | 22 | +22  |
| 3    | MC Alger              | 49  | 30 | 14 | 7  | 9  | 39 | 44 | -5   |
| 4    | NA Hussein Dey        | 43  | 30 | 11 | 10 | 9  | 29 | 19 | +10  |
| 5    | CA Bordj Bou Arreridj | 43  | 30 | 10 | 13 | 7  | 32 | 25 | +7   |
| 6    | USM Blida             | 42  | 30 | 11 | 9  | 10 | 36 | 29 | +7   |
| 7    | ASO Chlef C           | 41  | 30 | 10 | 11 | 9  | 30 | 32 | -2   |
| 8    | CS Constantine P      | 40  | 30 | 11 | 7  | 12 | 33 | 42 | -9   |
| 9    | MC Oran               | 39  | 30 | 10 | 9  | 11 | 36 | 37 | -1   |
| 10   | WA Tlemcen            | 38  | 30 | 11 | 5  | 14 | 36 | 27 | +9   |
| 11   | ES Sétif              | 38  | 30 | 11 | 5  | 14 | 37 | 36 | +1   |
| 12   | USM Annaba            | 37  | 30 | 9  | 10 | 11 | 30 | 37 | -7   |
| 13   | CR Belouizdad         | 36  | 30 | 10 | 6  | 14 | 25 | 34 | -9   |
| 14   | OMR El Anasser P      | 35  | 30 | 8  | 11 | 11 | 31 | 34 | -3   |
| 15   | GC Mascara P          | 30  | 30 | 8  | 6  | 16 | 33 | 48 | -15  |
| 16   | US Chaouia            | 22  | 30 | 5  | 7  | 18 | 16 | 49 | -33  |

Résultat
- Qualifié pour la Ligue des champions 2006
- Qualifié pour la Ligue des champions arabes 2005-2006
- Premier tour de la Coupe de la confédération 2006
- Tour préliminaire de la Coupe de la confédération 2006

Relégation
- Relégation en Division 2

Abréviations
T : Tenant du titre

C : Vainqueur de la Coupe d'Algérie 2004-2005

P : Promus de Division 2

### Coupe d'Algérie

#### Rencontres
| Date           | Tour          | Adversaire            | Stade (ville)            | Résultat      | Buteurs pour l'USMB            | Ent.       | Références |
| 6 janvier 2005 | 32e de finale | Jil Sidi Salem        | Sétif - Stade 8 Mai-45   | 2-0           | Zouani (38e), Bouguèche (82e)  | Anghelescu | Rapport    |
| 4 février 2005 | 16e de finale | CA Bordj Bou Arreridj | Bouira - Stade olympique | 2-1           | Houari (5e) csc), Zouani (16e) | Anghelescu | Rapport    |
| 14 mars 2005   | 8e de finale  | A Bou Saada           | Bouira - Stade olympique | 1-1 (tab 2-3) | Touil (48e)                    | Anghelescu | Rapport    |
| 8 mai 2005     | 4e de finale  | USM Sétif             | Bouira - Stade olympique | 1-0 (ap)      | -                              | Anghelescu | Rapport    |

## Statistiques individuelles
| Nom            | Division 1 | Division 1  | Division 1 | Division 1   | Coupe d'Algérie | Coupe d'Algérie | Coupe d'Algérie | Coupe d'Algérie | Total | Total       | Total  | Total        |
| Nom            | MJ         | But inscrit | Averti     | Carton rouge | MJ              | But inscrit     | Averti          | Carton rouge    | MJ    | But inscrit | Averti | Carton rouge |
| -------------- | ---------- | ----------- | ---------- | ------------ | --------------- | --------------- | --------------- | --------------- | ----- | ----------- | ------ | ------------ |
| Zmit           | 29         | 4           | 3          | -            | 4               | -               | 1               | -               | 33    | 4           | 4      | -            |
| Benayada       | 27         | -           | 4          | -            | 4               | -               | -               | -               | 31    | -           | 4      | -            |
| Touil          | 27         | 9           | 3          | -            | 4               | 1               | 1               |                 | 31    | 10          | 4      | -            |
| Galoul         | 27         | 4           | 4          | -            | 3               | -               | -               | -               | 30    | 4           | 4      | -            |
| Zouani         | 26         | 5           | 2          | -            | 4               | 2               | -               | -               | 30    | 7           | 2      | -            |
| Diss           | 25         | 1           | 8          | -            | 3               | -               | -               | -               | 28    | 1           | 8      | -            |
| Mehdaoui       | 25         | 4           | 6          | -            | 3               | -               | 3               | -               | 28    | 4           | 8      | -            |
| Rouane         | 24         | 1           | 4          | 1            | 4               | -               | 1               | -               | 28    | -           | 5      | 1            |
| Belouahem      | 22         | 1           | 9          | 1            | 2               | -               | -               | -               | 24    | 1           | 9      | 1            |
| Hadj Bouguèche | 22         | 2           | 3          | -            | 1               | 1               | -               | -               | 23    | 3           | 3      | -            |
| Badache        | 18         | 1           | 4          | 1            | 4               | -               | -               | -               | 22    | 1           | 4      | 1            |
| Aoun Seghir    | 18         | -           | -          | -            | 2               | -               | -               | -               | 20    | -           | -      | -            |
| Mamadou Tall   | 17         | -           | 4          | 1            | 3               | -               | 2               | -               | 20    | -           | 6      | 1            |
| Samadi         | 15         | -           | 2          | -            | 3               | -               | -               | -               | 18    | -           | 2      | -            |
| Khenifsi       | 13         | -           | -          | -            | -               | -               | -               | -               | 13    | -           | -      | -            |
| Rebih          | 13         | -           | -          | -            | -               | -               | -               | -               | 13    | -           | -      | -            |
| Tall           | 6          | -           | 1          | 1            | 4               | -               | -               | 1               | 10    | -           | 1      | 1            |
| Ouadah         | 9          | -           | 2          | -            | -               | -               | -               | -               | 9     | -           | -      | -            |
| Tahraoui       | 7          | 1           | -          | -            | 2               | -               | -               | -               | 9     | 1           | -      | -            |
| Boulifa        | 7          | -           | 1          | -            | 1               | -               | 1               | -               | 8     | -           | 1      | -            |
| Bettouaf       | 7          | 1           | 1          | -            | -               | -               | -               | -               | 7     | -           | -      | -            |
| Traoré         | 6          | -           | -          | -            | -               | -               | -               | -               | 6     | -           | -      | -            |
| Ghoul          | 4          | 1           | 2          | -            | 2               | -               | 2               | -               | 6     | 1           | 2      | -            |
| Herbache       | 3          | -           | -          | -            | -               | -               | -               | -               | 3     | -           | -      | -            |
| Meçabih        | 3          | -           | -          | -            | 2               | -               | -               | -               | 5     | -           | -      | -            |
| Farhi          | 2          | -           | -          | -            | -               | -               | -               | -               | 2     | -           | -      | -            |
| Allali         | 2          | -           | -          | -            | -               | -               | -               | -               | 2     | -           | -      | -            |
| Aïssa          | 1          | -           | -          | -            | -               | -               | -               | -               | 1     | -           | -      | -            |
| Bendida        | 1          | -           | -          | -            | -               | -               | -               | -               | 1     | -           | -      | -            |
| Total          | 30         | 36          | 61         | 5            | 4               | 5               | 12              | 0               | 34    | 41          | 73     | 5            |

## Statistiques
Meilleurs buteurs
| Rang | Joueur               | Cham. | Coupe | Total |
| ---- | -------------------- | ----- | ----- | ----- |
| 1    | Farid Touil          | 9     | 1     | 10    |
| 2    | Billal Zouani        | 5     | 2     | 7     |
| 4    | Zoubir Zmit          | 4     | 0     | 4     |
| 4    | Mohamed Mehdaoui     | 4     | 0     | 4     |
| 4    | Samir Galoul         | 4     | 0     | 4     |
| 5    | Hadj Bouguèche       | 2     | 1     | 3     |
| 6    | Benhalima Rouane     | 1     | 0     | 1     |
| 6    | Smaïl Diss           | 1     | 0     | 1     |
| 6    | Sid Ahmed Belouahem  | 1     | 0     | 1     |
| 6    | Mohamed Badache      | 1     | 0     | 1     |
| 6    | Abdelmadjid Tahraoui | 1     | 0     | 1     |
| 6    | Abdelmalek Bettouaf  | 1     | 0     | 1     |
| 6    | Tarek Ghoul          | 1     | 0     | 1     |
|      | But contre son camp  | 1     | 1     | 2     |
|      | Total                | 36    | 5     | 41    |